# Keisuke Itō
Keisuke Itō (jap. 伊藤 圭介 Itō Keisuke; ur. 18 lutego 1803, Nagoja, zm. 20 stycznia 1901 w Tokio) – japoński lekarz i biolog. 

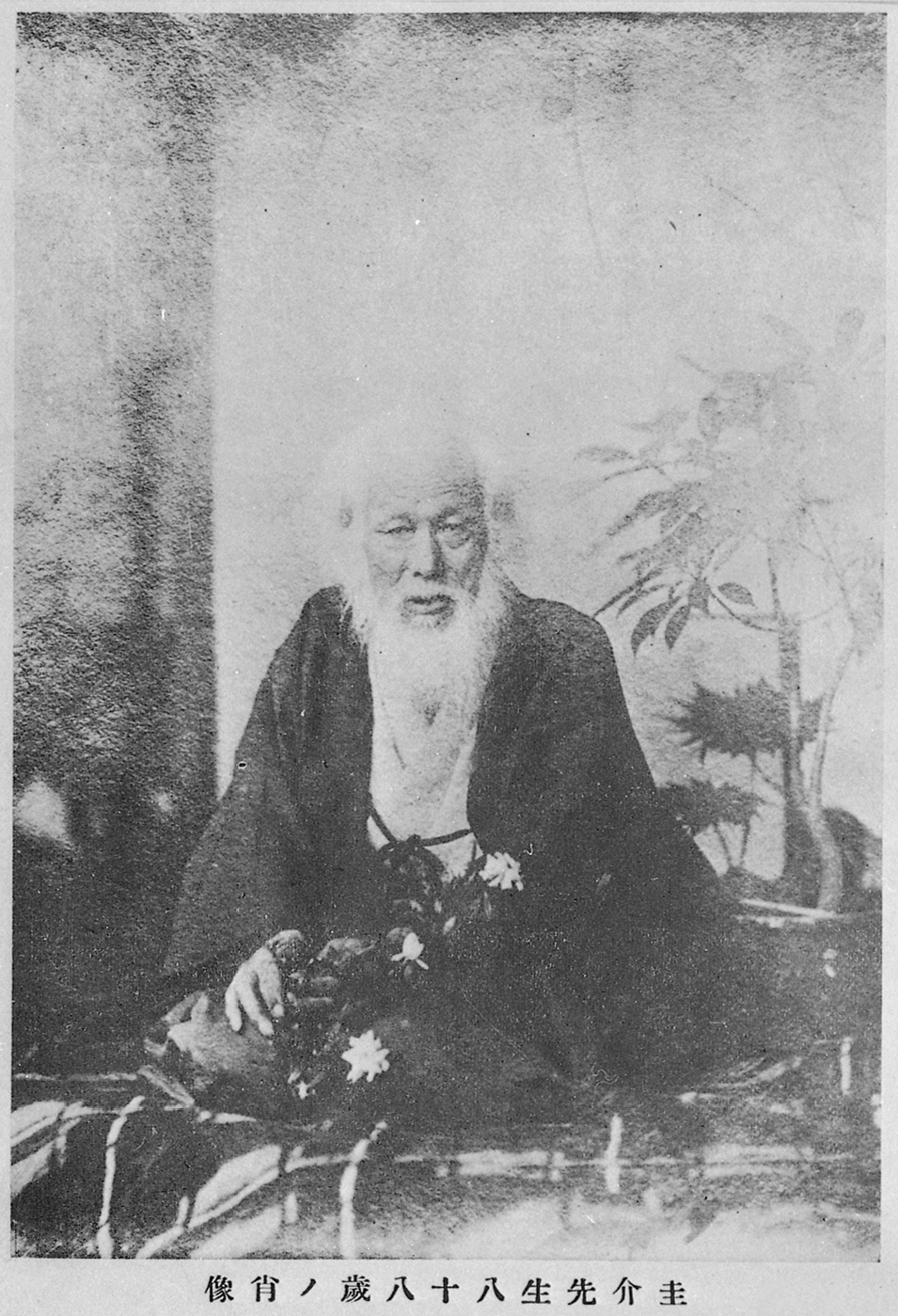
Keisuke Itō (1900)

W latach 20. XIX w. uczył się zachodniej medycyny u Philippa Franza von Siebolda.
Opracował szczepionkę przeciw ospie prawdziwej. Razem z Sieboldem, autorem Fauna Japonica and Flora Japonica, badał japońską florę. Na jego cześć nazwano gatunek Rhododendron keiskei. W 1829 r. ukazało się jego dzieło Taisei-honzō-meiso. W 1881 r. został profesorem na Uniwersytecie Tokijskim.